# St. Vitus (Wülfershausen an der Saale)

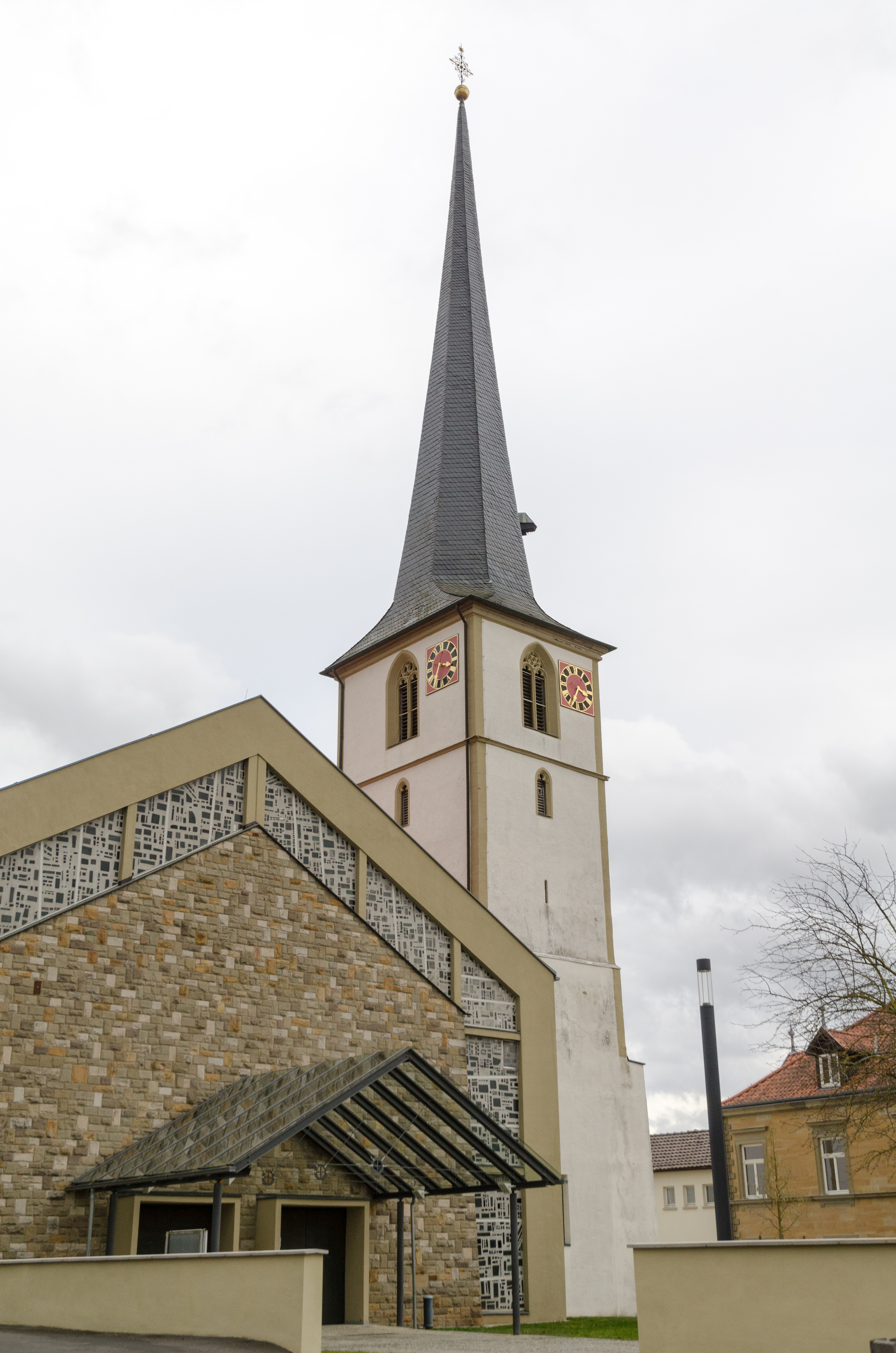
St. Vitus, Wülfershausen a.d.Saale

St. Vitus ist eine 1963 errichtete katholische Pfarrkirche in Wülfershausen an der Saale.

## Geschichte
Bischof Heinrich I. von Würzburg (996–1018) schenkte im Jahre 1018 dem Kloster St. Stephan, das er 1014 als Chorherrenstift gründete, den Zehnt aus der Pfarrei Wülfershausen. Wann die Pfarrei des am 3. Mai 800 erstmals urkundlich erwähnten Ortes „Vulvericheshus“ errichtet wurde, ist nicht bekannt. Der Stiftungsbrief erwähnt die selbständige Pfarrei mit vier Filialen (Saal an der Saale, Eichenhausen, Junkershausen mit Wargolshausen und Waltershausen). Mitte des 13. Jahrhunderts schenkte Bischof Iring von Reinstein-Homburg Dorf und Kirche dem Kloster St. Stephan mit der Maßgabe aus seinem Konvent Geistliche zur seelsorgerischen Betreuung zu stellen; dieser Verpflichtung ist das Kloster bis zu Säkularisation 1803 lückenlos nachgekommen.
Um 1400 wurde eine Wehrkirche (Kirchenburg) errichtet, in der im Verteidigungsfall die Bevölkerung Schutz finden konnte.

## Kirchenbau von 1607
Im Jahre 1607 unter dem Pfarrer und nachmaligen Abt Kilian Gullmann (1609–1615) wurde eine neue Pfarrkirche gebaut. Der Wehrturm blieb bestehen, wurde 1617 um 28 Fuß (ca. 9 m) aufgestockt und erhielt ein Spitzdach, ein typisch, fränkischer Echterturm (nach Bischof Julius Echter von Mespelbrunn benannt), der fortan mit 35 m Höhe als Wahrzeichen des Ortes gilt. In der 23 m langen, 11 m breiten und 12 m hohen Kirche waren 200 Sitzplätze und ca. 140 Stehplätze vorhanden. Die Altäre wurden aus der alten Kirche übernommen. Der Hochaltar war mit geschnitzten Bildwerken des hl. Vitus, der hl. Katharina und dem Frankenapostel Kilian geschmückt. Die gemalten Seitenflügel stellten den hl. Wolfgang und die hl. Dorothea dar. Als Seitenaltäre, „Secundum Altare Apostolorum“ geschnitzt die Abendmahlsszene und auf den Flügeln, gemalt St. Laurentius, St. Ottilia, St. Apollonia, St. Ursula, St. Katharina und St. Barbara. Im Gesprenge, Kruzifix mit Maria und Johannes. „Beatae Mariae Virginis (BMV)“ (Allerseeligste Jungfrau Maria) geschnitzt der Englische Gruß, auf den Flügeln, gemalt St. Elisabeth, die Muttergottes, St. Sebastian und St. Erasmus. Die Decke, eine Holz-Kassettendecke, ist geschmückt mit Ornamentmalereien, Blumen und Muschelwerk.
Bereits hundert Jahre später, 1715 musste die Kirche chorseitig um 100 Plätze erweitert werden. Im Stil des Spätbarock bzw. Rokoko ausgestattet und bemalt (der Hochaltar befindet sich heute im Untergeschoss des Turmes), stand die Kirche 250 Jahre und überstand Kriegs- und Notzeiten.

## Kirchenbau von 1963
Bereits 1891 wurden Pläne für einen neuen, größeren Kirchenbau gefertigt, die Ausführung wurde aber durch den Ausbruch des Ersten Weltkriegs verhindert. Mit den verbliebenen Spendengeldern wurde die Kirche 1922/23 im Außenbereich renoviert.

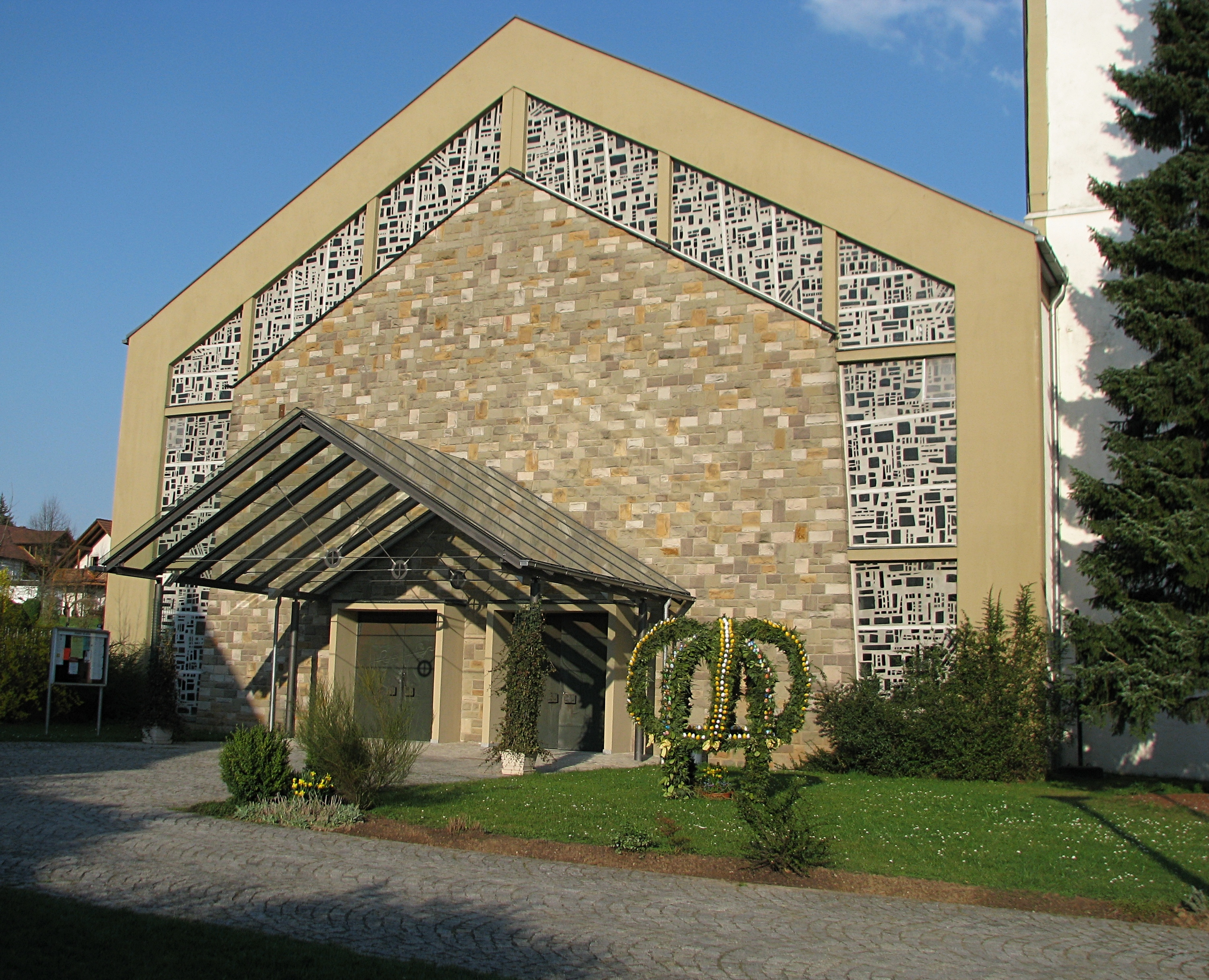
Außenansicht

Anlässlich einer Pfarrvisitation durch Bischof Josef Stangl am Vitustag (15. Juni) 1958 ermunterte er Kirchenverwaltung und Gemeinde zum Bau eines neuen Gotteshauses und versprach großzügige Unterstützung seitens der bischöflichen Behörden. Regierungsbaumeister Erwin van Aaken wurde mit der Planung beauftragt und legte im Herbst desselben Jahres erste Entwürfe vor. Man wollte möglichst viel der historischen Anlage (Gaden) erhalten, was sich aber für einen neuen Kirchenbau als unbefriedigend erweisen sollte. So legte der Architekt 1959 neue Entwürfe vor, die dann im Bayerischen Staatsministerium für Unterricht und Kultus, bei Kirchenverwaltung, der politischen Gemeinde und nicht zuletzt bei den bischöflichen Behörden Zustimmung fanden.
Nach entsprechendem Grunderwerb, Abbruch des alten Kirchengebäudes, Sicherung des Turmes, der als Wahrzeichen erhalten wurde, erfolgte am 1. Mai 1962 die feierliche Grundsteinlegung. Bereits am 26. Oktober 1962 wurde Richtfest gefeiert und am Patrozinium, 15. Juni 1963 wurde die Kirche durch Weihbischof Alfons Kempf feierlich geweiht. Die Kirche im Rechteck 20 × 32 m mit Satteldach 17 × 9 m, die Decke ist mit Holz verkleidet. Die Nordseite ist zu zwei Drittel in Fensterfläche aufgelöst. Das große Betonglasfenster mit der Darstellung eines Weinstock und sieben Reben (sieben Sakramente) wurde nach Entwürfen des Kunstmalers L. Gast von der Würzburger Firma Steinruck ausgeführt. Die umlaufenden Fensterbänder, die Chorwand in dunklen blau- und rot Tönen, die Eingangswand fast weiß, stammen vom selben Künstler. Noch während der letzten Bauphase wurden die Beschlüsse des Zweiten Vatikanischen Konzils zur Liturgiereform aufgenommen, die Altarstufen abgesenkt, der Naturstein-Altar von der Altarwand abgerückt und der Tabernakel separat aufgestellt. Die Kreuzwegstationen (Email) wurden 1966 von Josef Amberg, Würzburg künstlerisch gestaltet. Die Figuren, eine von Pfarrer Conrad Haye 1722 gestiftete Marienfigur (Immaculata), aus der alten Kirche und eine Nepomukfigur von 1748 (stand einst auf der Saalebrücke) schmücken die Kirche. Eine spätbarocke „Madonna im Rosenkranz“, eine Figur des Kirchenpatrons St. Vitus und eine Halbfigur des Frankenapostels Kilian mit Reliquienöffnung in der Brust wurden ebenfalls aus der alten Kirche übernommen.

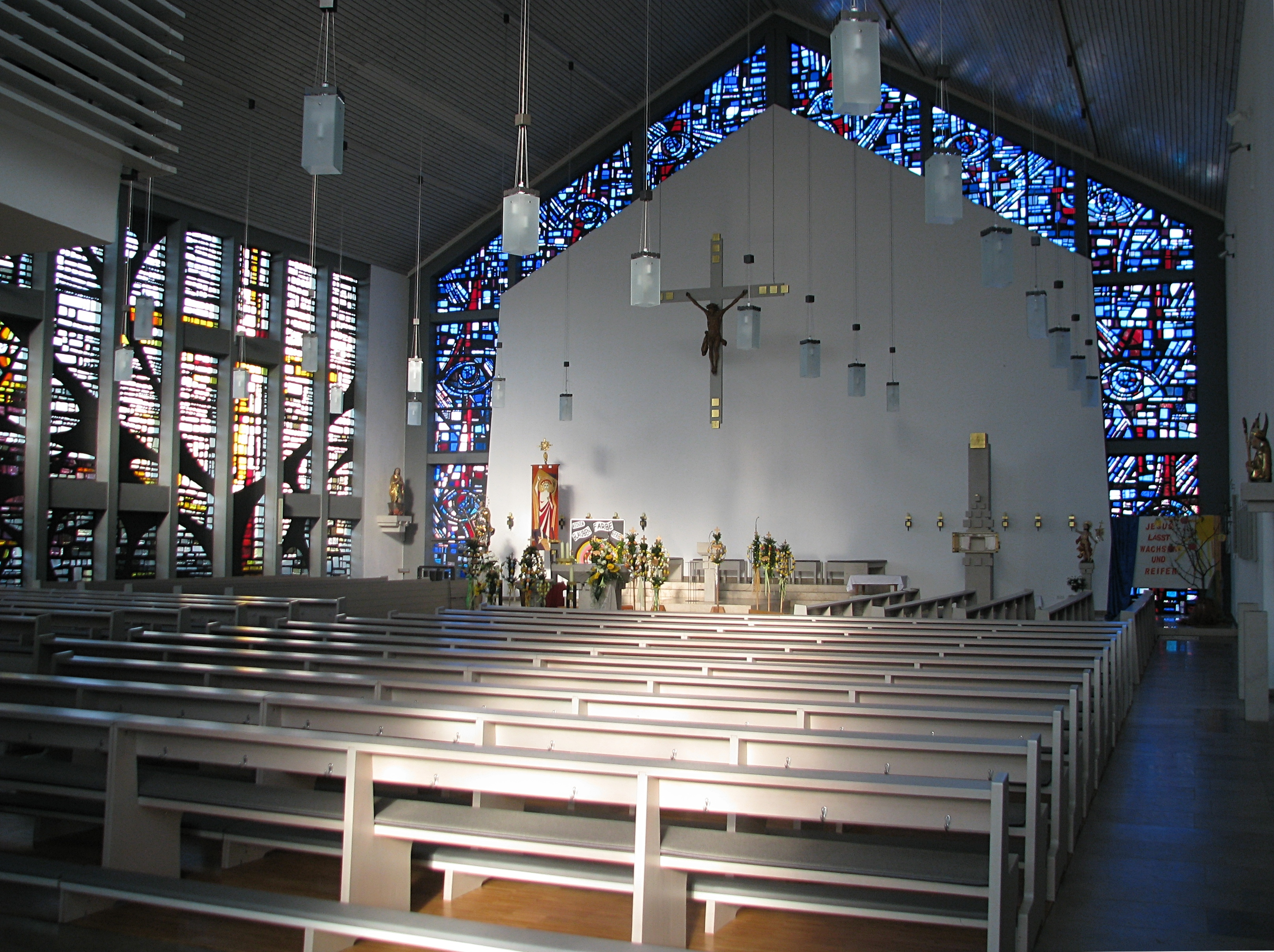
Innenansicht

1998 wurden nach einer umfangreichen Außensanierung und der Neugestaltung des Eingangsbereiches auch der Innenraum neu gestaltet. Der Kunstreferent des Bistums Würzburg, Domkapitular Jürgen Lenssen entwarf zusammen mit den Architekten Oskar Herbert und Thomas Buchholz Pläne, die den Altar nach Norden gerichtet, vor die Betonglaswand stellen sollten. Später entschied man aber die Ost-West-Richtung beizubehalten. Auf einem Podest ausgehend vom Chor wurde der Altar „verus populum“ mit Evangeliarstele und Ambo in die Mitte der Gemeinde gerückt. In der Mitte des ehemaligen Chorraums sind die Sedilien (Priestersitz und Ministrantenbänke) angeordnet, rechts die Tabernakelstele, sie wurde erhöht und mit kubischen Stilelementen verziert, links die Marienstatue, an der Chorwand die Apostelleuchter. Über dem Altar wurde ein modernes Kreuz angebracht an dem der vorhandene Korpus hängt. Die Kirchenbänke (um 200 Sitzplätze verringert) wurden in U-Form um den Altar gestellt. Das Taufbecken aus dem Jahr 1607 wurde aus der Seitenkapelle in die Mitte des Eingangsbereichs versetzt. In Gegenüberstellung des siebenarmigen Kerzenleuchters begegnen sich hier symbolisch Alter und Neuer Bund.
Im Herbst 2003 waren die Sanierungsarbeiten abgeschlossen und der neue Altar konnte durch Weihbischof Helmut Bauer in einem festlichen Gottesdienst der neue Altar geweiht werden.

## Kreuzweg
Im Jahre 1963 schuf der akademische Kunstmaler Ludwig Haller-Rechtern einen Kreuzweg, den die Kirchenstiftung 2003 erwarb. Er gilt als ein Vertreter der „Verschollenen Generation“, ihre Bilder wurden von der NS-Diktatur als „entartete Kunst“ eingestuft.
Geboren am 10. Februar 1904 in Radebeul studierte er an der Dresdener Kunstakademie und später an der Académie royale de peinture et de sculpture in Paris. 1932 erhielt er eine Einladung zu einem einjährigen Aufenthalt an die Villa Romana in Florenz, den er aber vorzeitig abbrach, als man ihm einen Lehrstuhl an der Technischen Hochschule Dresden anbot. 1933 wurde seine Professur von der Reichskulturkammer annulliert, er erhielt Mal- und Berufsverbot. Nach dem Krieg lebte er in Bayern, konnte sich aber, wie viele seiner geächteten Kollegen, nicht von den Geschehen des Naziregimes erholen, sodass sein künstlerisches Schaffen kaum mehr zur Entfaltung kam. Er stellte nur selten seine Werke aus und starb am 27. Februar 1986 nahe der dänischen Grenze.

## Orgel
Mit der Renovierung der Kirche 1772 wurde auch eine neue Orgel eingebaut, die vom Würzburger Orgelbauer Johann Philipp Seuffert für 295 Rheinische Taler erstanden wurde.
1939 entstand in der Orgelbaufirma Michael Weise in Plattling ein neues Werk, das in die Kirche von 1963 übernommen wurde. Orgel und Prospekt wurden im Jahre 2003 renoviert und restauriert.

## Glocken
Im „Juliusturm“ befanden sich drei Glocken; die große Glocke mit der Inschrift: Anno Domini MDCXXVII (1627) . Ave Maria gratia plena . Joh. Baunacher Abbas MNry S. Stephani Herbipoli. Valentin Beck Schulthes. Auf beiden Seiten das Wülfershausener Gemeindewappen, der Schwengel trug die Jahreszahl 1681. Die mittlere Glocke, 1696 gegossen mit der Inschrift: Ave Maria gratia plena Dominus tecum . Ignatius Kopp fecit Herbipoli Gemeindewappen: St. Vitus im Tiegel . Johann Zahm Schultheis . Mich. Englert Dorfsmeister. Diese beiden Glocken wurden im Ersten bzw. Zweiten Weltkrieg abgenommen und eingeschmolzen.
Im Turm verblieb das „Viertelglöckle“; diese 32,8 cm Durchmesser messende Glocke aus dem 15. Jahrhundert hatte keinen Klöppel, sie wurde von außen mit einem Hammer geschlagen.
1950 wurden in der Glockengießerei Albert Junker in Brilon vier neue Glocken gegossen:
- Glocke 1: Christkönigsglocke, mit dem Ton d’ 137 cm Durchmesser, 1600 kg,  trägt die Umschrift Christkönig, führe uns.
- Glocke 2: Marienglocke, mit dem Ton f’ 118 cm, 990 kg, trägt die Umschrift Herz Maria, segne uns
- Glocke 3: Vitusglocke mit dem Ton g’ 98 cm, 600 kg,  trägt die Umschrift Hl. Vitus schütze Kirche und  Gemeinde
- Glocke 4: Wendelinusglocke, mit dem Ton a´ 93 cm, 530 kg, trägt die Umschrift H. Wendelin, hüt Tier und Au